# Tipulamima aristura
Tipulamima aristura là một loài bướm đêm thuộc họ Sesiidae. Nó được biết đến ở Uganda.